# أريغارون هجين
أريغارون هجين (الاسم العلمي: Erigeron hybridus) هو نوع من النباتات يتبع جنس الأريغارون من الفصيلة النجمية.